# Хан, Салман (преподаватель)
Салман Хан, полное имя Салман Амин Хан (англ. Salman Amin Khan) — американский преподаватель и предприниматель. Является основателем Академии Хана — некоммерческой организации и бесплатной образовательной онлайн платформы. Внук пакистанского политика Абдул Вахаб Хана (англ. Abdul Wahab Khan).
В 2012 году журнал Time включил его в список 100 наиболее влиятельных людей года.

## Биография
Сал (Салман) Хан родился и вырос в Новом Орлеане. Его отец Фахрул Амин Хан (англ. Fakhrul Amin Khan), педиатр родом из Барисала, Бангладеш, умер в 1990 году, а мать Масуда Хан (англ. Masuda Khan) родом из Калькутты, Индия, дед — Абдул Вахаб Хан (англ. Abdul Wahab Khan), пакистанский политик (18.04.1898–12.07.1972).
Сала поделился своим первым воспоминанием времени школьных занятий, когда он наблюдал за своим дядей, решавшим математические задачи. «Что такое математический анализ?» (англ. What’s calculus?), — спросил Салман. Дядя ответил, что математический анализ нужен для того, чтобы стать инженером, и сказал Салу, что тот тоже должен стать инженером и поступить в Массачусетский технологический институт.
Но в детстве Сал больше интересовался искусством, чем математикой, и хотел стать карикатуристом или архитектором. В средней школе Грейс Кинг в Метэри, штат Луизиана, он также играл на гитаре и пел — или, как он это описывал, «рычал» — в хэви-металлической группе.
Постепенно Сал увлекся теоретической физикой. Поэтому он упорно занимался математикой и естественными науками и был принят в Массачусетский технологический институт. Там он регулярно посещал семь-восемь занятий каждый семестр, думая о медицинской или юридической школе, и был взволнован своим первым знакомством с компьютерами и программным обеспечением.
По такой ускоренной программе Сал закончил МТИ в 1998 году с тремя степенями: бакалавр математических наук, комбинированный бакалавр наук в области электротехники и информатики, а также степень магистра в области электротехники. Да, и как президент своего класса, он получил диплом от другого президента — Билла Клинтона.
Проработав два года в Калифорнии в «Оракл», Сал вернулся в Кембридж и Гарвардскую школу бизнеса, где получил степень магистра делового администрирования.
После Гарварда Сал стал аналитиком в хедж-фонде в Бостоне, но никогда не терял своего увлечения образованием и тем, как люди получают фундаментальное понимание по решению проблем и другие знания.
В 2004 году в качестве побочного проекта Сал начал обучать свою младшую двоюродную сестру Надию математике по телефону с помощью интерактивного блокнота (в дальнейшем Надия поступила в Колледж Сары Лоуренс, который окончила в 2014 году). В течение двух лет Хан добавил к своим онлайн-занятиям более дюжины родственников и друзей семьи. К тому времени он писал программное обеспечение для своих учеников, чтобы они могли практиковаться, и создавал уроки на Ютубе.
К 2009 году Сал оставил свою основную работу, чтобы полностью посвятить себя новой некоммерческой Академии Хана при финансовой поддержке «Джион Вентур Силикон Валлей» из Сан-Хосе, Фонда Билла и Мелинды Гейтс и других участников.
На 2014 год Хан управлял компанией с более чем 50 сотрудниками.
У Салмана четыре академических степени: бакалавр по математике, бакалавр по электротехнике и компьютерным наукам и магистерская степень по компьютерным наукам, полученные в Массачусетском технологическом институте, а также степень MBA Гарвардской школы бизнеса.

## Семья
Хан женат на Умайме Марви с 2004 года, пакистанке, с которой он познакомился во время учёбы в Массачусетском технологическом институте, а затем воссоединился в Гарварде, где она заканчивала медицинское образование.
У них двое детей: Имран (род. 2010) и Дия (род. 2012).